# لش‌ماهی اسپانیایی
لش‌ماهی اسپانیایی (نام علمی: Squalius carolitertii) نام یک گونه از تیره کپورماهیان است.